# Kurt Roesmer
Kurt Roesmer (* 20. Juli 1934) ist ein deutscher Tischtennisspieler mit seinem Leistungszenit in den 1950er und 1960er Jahren. Er nahm an der Tischtennisweltmeisterschaft 1959 teil.

## Werdegang
Roesmer wurde 1954 Oberfrankenmeister. Bis zu diesem Jahr spielte er beim Verein 1. FC Bayreuth, wechselte nun jedoch zu Jahn Nürnberg. 1959 kehrte er zum FC Bayreuth zurück, ehe er sich 1961 dem TTC Burgkunstadt (Oberliga) anschloss.
1959 wurde Roesmer für die Individualwettbewerbe der Weltmeisterschaft in Dortmund nominiert. Hier schied er im Einzel in der ersten Runde gegen Akbar Shirazi (Iran) aus. Auch das Doppel mit Roland Süßmann scheiterte in der Eingangsrunde an den Schweden Nils Erik Svensson/Sven Erik Backlin. Im Mixed mit Brigitte Weigert überstand Roesmer die erste Runde gegen George Evans/Betty Gray (Wales) und erreichte die letzten 64, wo gegen Viktor Hirsch/Margit Wanek (Österreich) Endstation war.
Später gehörte Roesmer dem Verein BSV 1898 Bayreuth an, wo er von 1983 bis 1998 als Abteilungsleiter fungierte und sich der Jugendarbeit widmete.

## Turnierergebnisse
| Verband | Veranstaltung     | Jahr | Ort      | Land | Einzel     | Doppel     | Mixed     | Team |
| ------- | ----------------- | ---- | -------- | ---- | ---------- | ---------- | --------- | ---- |
| FRG     | Weltmeisterschaft | 1959 | Dortmund | FRG  | letzte 256 | letzte 128 | letzte 64 |      |